# جون يونغ (سياسي أسترالي)
جون يونغ (بالإنجليزية: John Young)‏ هو شخصية أعمال وسياسي أسترالي، ولد في 1827 في المملكة المتحدة، وتوفي في 27 فبراير 1907 في أستراليا. انتخب Mayor of Sydney ‏ (1886 – 1886).